# Hexatoma (Eriocera) lessepsi
Hexatoma (Eriocera) lessepsi is een tweevleugelige uit de familie steltmuggen (Limoniidae). De soort komt voor in het Neotropisch gebied.